# Gustav Radde

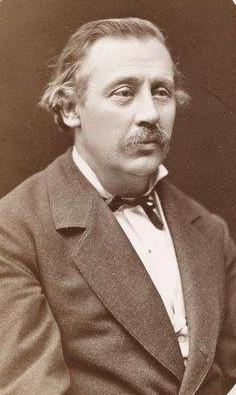
Gustav Radde (1883)

Gustav Ferdinand Richard Radde (ur. 27 listopada 1831 w Gdańsku, zm. 2 marca?/15 marca 1903 w Tbilisi) – niemiecki geograf i przyrodnik, twórca Muzeum Kaukaskiego w Tbilisi. Do 1945 jego nazwisko nosiła ulica w Gdańsku-Wrzeszczu.